# Ptochophyle sanguinipuncta
Ptochophyle sanguinipuncta är en fjärilsart som beskrevs av Swinhoe 1902. Ptochophyle sanguinipuncta ingår i släktet Ptochophyle och familjen mätare. Inga underarter finns listade.